# Hoogeveen
Hoogeveen (kiejtéseⓘ), (Holland nyelv drenthei nyelvjárásban: ’t Hoogeveine vagy ’t Hogevéne) város és alapfokú önkormányzatú közigazgatási egység, azaz község Hollandia északkeleti részén, Drenthe tartományban.
Közigazgatásilag tíz szomszédos falu tartozik hozzá: Elim, Fluitenberg, Hollandscheveld, Nieuweroord, Nieuwlande, Nieuw Moscou, Noordscheschut, Pesse, Stuifzand és Tiendeveen. A körzet területe 129 km², amelyből 1,45 km² vízfelület.

## Történet

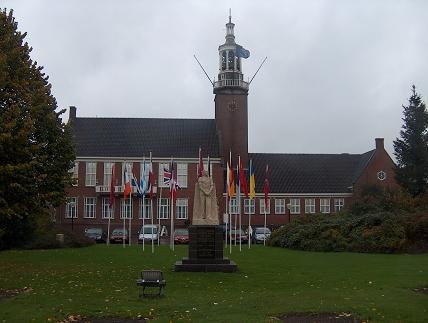
A hoogeveeni városháza

Viszonylag fiatal város, mindössze négyszázötven éves múltra tekint vissza. 1625. december 20-án Roelof van Echten 2000 holdnyi tőzeges földet vásárolt a környékbeli parasztoktól az akkoriban gyéren lakott, mocsaras területen azzal a szándékkal, hogy kitermelje a tőzeget. A tulajdonképpeni fejtés 1631-ben indult meg, miután megalakult az 5000 Hold Társaság. A kitermelt tőzeget vízi úton, egy csatornán szállították Meppelbe és tovább. Erre a csatornára keresztbe kisebb csatornákat építettek, egymástól 160 méternyire. Így kialakult egy csatornahálózat, amelynek legfontosabb kereszteződése mellett az árusok, munkások, számvivők és kézművesek letelepültek.
Hoogeveen falu 1636-ban kezdett épülni Pieter Joostens Warmont és Johan van der Meer leideni beruházók révén, mikor is a Leienaren társaság – Roelof van Echtennel folytatott heves viták után – elhatározta, hogy a munkásait tartósan a tőzegre telepíti. Kezdetben több neve is volt a falunak: Hooch Echten, Nieuw Echten és Echten's Hoogeveen. Azonban mindenki egyszerűen Hoogeveenről beszélt, így ezt a rövid nevet tartották meg. (A név egyébként a hoog, magas és veen, tőzeges láp szavakból ered.) A falu még századokig a tőzegből élt; a címere is, amit 1819. november 19-én fogadtak el, egy tőzegtéglákból álló halmot ábrázol két méhkas között, utalva a két fő korabeli termékre.
A XIX. század végén kapcsolódott be a falu a földművelésbe, állattenyésztésbe és iparba. Ebben az időben nyílt meg az azóta is működő tejgyár, (ma DOC sajtgyár), a Drenthina bádoggyár (később a Thomassen & Drijver konszern része) és a Lukas Aardenburg konzervgyár (később az Unilever része).
A második világháború végén, 1944. július 8-ától az 1945. április 11-ei felszabadulásig az NSB-párti (a holland náci párt) Jan Marinus Veldhuis vezette Hoogeveent, aki Seyss Inquart birodalmi kapitány nevezett ki egy 'gyorstalpaló tanfolyam' után. A kanadaiak megérkezésekor elmelekült egy biciklin, majd később elbújt egy ház vécéjében. Néhány év börtön után Rotterdamban telepedett le és adóellenőr lett.

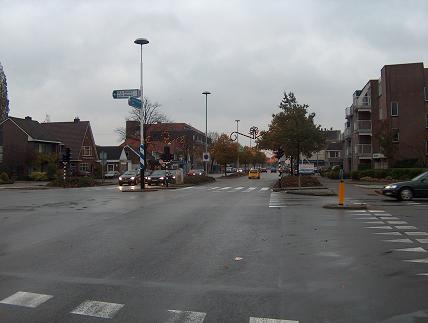
A Schutstraat egy betemetett csatornára épült; ma az egyik legforgalmasabb út Hoogeveenben

A hatvanas években Hoogeveen volt Hollandia leggyorsabban növekvő városa. Többek között a Philips, a Fokker és a Standard Electric is a városba települt. Hogy kielégítsék az óriási mértékben megnőtt lakosság igényeit, új lakónegyedek épültek. A gyors fejlődés arra ösztönözte a városi tanácsot, hogy betemessék a várost behálózó csatornákat. Ezáltal hosszú, széles, egyenes utak jöttek létre. A nyolcvanas években mégis megállt a növekedés: a várt 100 000 helyett 'csak' 50 000 lakosa volt a körzetnek.

## Városvezetés
- Polgármester: Willem Urlings (CDA, Kereszténydemokrata Párt)
- Tanácsos: Thijs Leistra (CDA, Kereszténydemokrata Párt)
- Tanácsos: Wietze van der Zwaag (PvdA, Munkáspárt)
- Tanácsos: Sjoukje de Haan-Brouwer (CDA, Kereszténydemokrata Párt)
- Tanácsos: Jan Stoefzand (körzeti érdekű)

## Háztartások száma
Hoogeveen háztartásainak száma az elmúlt években az alábbi módon változott:
| Háztartások száma | 23 111 | 23 057 | 23 160 | 23 303 | 23 419 | 23 601 |
|                   | 2010   | 2011   | 2012   | 2013   | 2014   | 2015   |

## Látnivalók

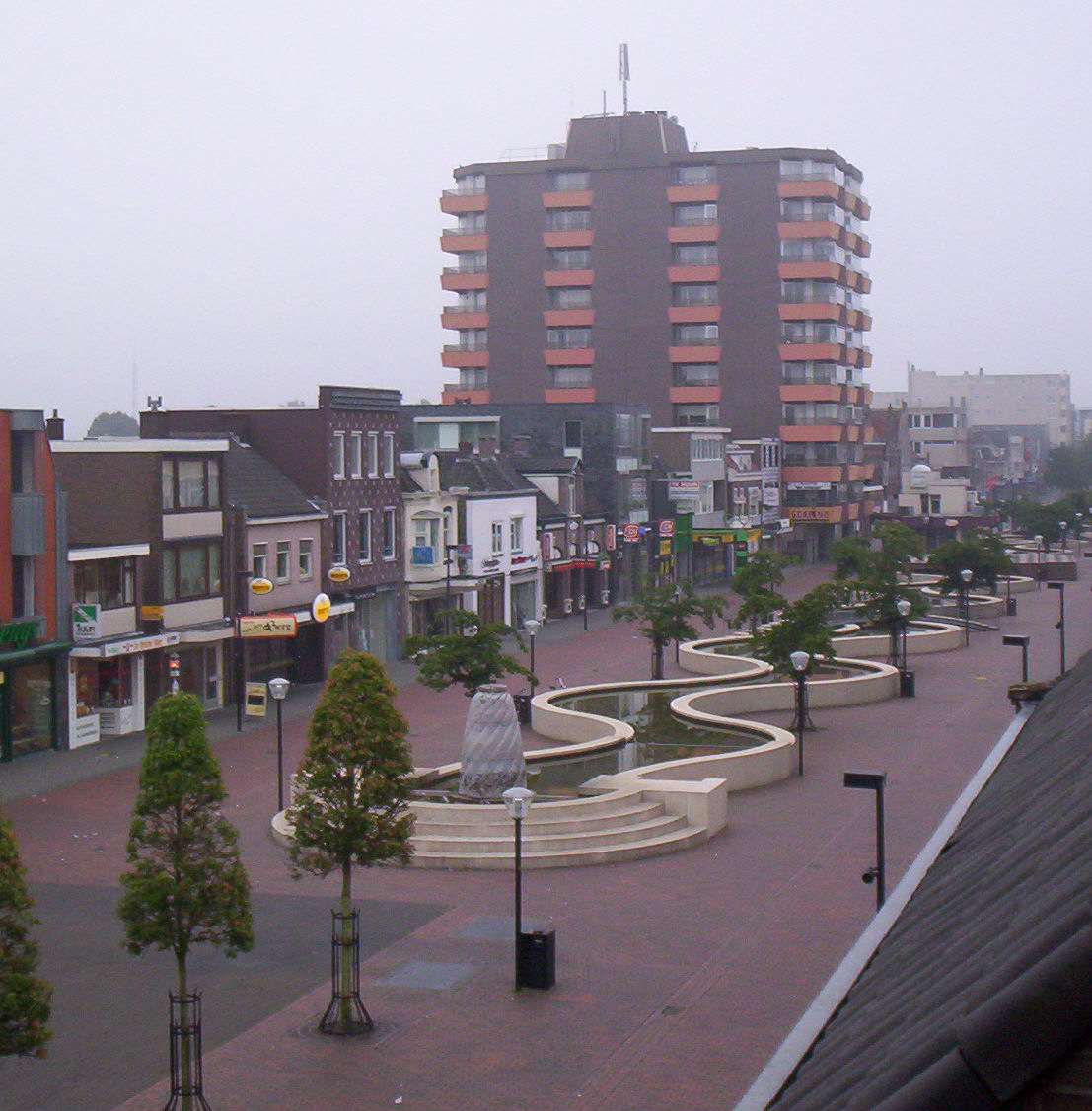
A Cascade Hoogeveen főutcáján

- A városközpontban, a régi kereszteződés körül ma is látható a falu néhány régi, díszes ormozatú háza, mint a Huis met de Duivengaten (ma vendéglő), és a korábbi drogéria (ma bőrszaküzlet). Homlokzatán, ami valószínűleg a legrégibb Hoogeveenben, a So Godt voor ons is Wie sal tegen ons syn felirat olvasható 1703-ból (Ha az isten velünk, kicsoda ellenünk, nagyon érdekes régies helyesírással).
- A Cascade, Európa leghosszabb műalkotása; tulajdonképpen egy szökőkúttal és vízlépcsőkkel díszített mesterséges tó, ami hullámvonalban kanyarog végig a főutcán
- A Van Gogh-ház: Vincent van Gogh, a festő, 1883 őszén néhány hetet töltött Hoogeveenben. A ház falán, amelyben lakott, emléktábla őrzi az emlékét
- Az 1904-ben épült református templom a főutcán
- A de Zwalow, az 1834-ben épült (máig működőképes) szélmalom
- A minden októberben megrendezett sakkbajnokság
- De vijfduizend morgen történeti múzeum
- A hoogeveeni repülőtér

## Híres emberek
- Hendrikje van Andel, a világ legöregebb embere, Hoogeveenben élt 2005-ben, 115 éves korában bekövetkezett haláláig.
- Vivianne Miedema, Európa-bajnok és világbajnoki ezüstérmes labdarúgó
- Jan Bols, korcsolyázó
- Erik Dekker, kerékpárversenyző
- Evert Hartman, író
- Hendrik Koekoek, politikus
- Jan Mastwijk, politikus
- Albert Metselaar, helytörténész
- Albert Steenbergen, író és festő